# Ivan Eklind
Ivan Henning Hjalmar Eklind (Stoccolma, 15 ottobre 1905 – Stoccolma, 23 luglio 1981) è stato un arbitro di calcio svedese.

## Carriera
Deve la propria fama al campionato mondiale di calcio, la finale della cui seconda edizione nel 1934 diresse a Roma tra Italia e Cecoslovacchia.
Eklind sarebbe poi stato designato anche per i successivi Mondiali del 1938 in Francia (dove fu guardalinee della partita tra italiani e transalpini) e in quella del 1950 in Brasile.
Si tratta quindi di uno dei pochi direttori di gara nella storia ad essere stato selezionato per tre edizioni dei Mondiali, l'ultima volta addirittura a 16 anni di distanza dalla prima. Infine, dati gli appena 28 anni d'età che aveva durante la rassegna iridata del 1934, risulta anche come uno dei più giovani fischietti mai apparsi ad un Campionato mondiale.

## Il Mondiale del 1934
In quell'edizione Eklind arbitrò sia una delle semifinali, Italia-Austria, sia la finale Italia-Cecoslovacchia, cosa che ad alcuni parve sospetta. Nella prima delle due direzioni arbitrali, il gol italiano che portò alla vittoria per 1-0 fu assai contestato: Giuseppe Meazza intervenne sul portiere austriaco Peter Platzer in un modo che a molti parve falloso, ma a tal proposito le opinioni sono discordi: alcuni ritengono che fu piuttosto il portiere a buttarsi su Meazza, finendo per restarne travolto.